# Бруно Геллер
Бруно Геллер (англ. Bruno Heller, 1960—) — британський сценарист, продюсер і режисер. Він відомий створенням телесеріалу HBO «Рим», телесеріалу CBS «Менталіст» та телесеріалу FOX «Ґотем», заснованого на франшизі «Бетмен», а також співтворцем телесеріалу-приквелу «Ґотем» «Пенніворт», заснованого на франшизах «Бетмен» та «V значить вендетта», для Epix та HBO Max.

## Раннє життя та сім'я
Батько Геллера, Лукас, був німецьким єврейським емігрантом та сценаристом. Його мати, Керолайн (уроджена Картер), була англійською квакеркою та відіграла важливу роль у підтримці кампанії Лейбористської партії «Врятуй лондонський транспорт». У нього є троє братів і сестер, одна старша, Люсі, та дві молодші Емілі та Зої, колумністка та письменниця, яка опублікувала три романи, включаючи «Нотатки про скандал».

## Кар'єра
Геллер був профспілковим звукорежисером, який працював в Англії в 1980-х роках. Працюючи звукорежисером над серією фільмів про страйк шахтарів Англії, Геллер познайомився з португальським режисером Едуардо Гедесом. Вони співпрацювали над тим, що стане першим сценарним проектом Геллера, фільмом 1994 року «Пакс» за участю Аманди Пламмер.
Він покинув Англію та поїхав до Нью-Йорка, де зустрів свою дружину Міранду Коулі. Після п'яти років життя в місті Геллер переїхав з родиною до Лос-Анджелеса, де працював над різними телевізійними драмами, включаючи два проекти для USA Network: «Дотик до зла» (американський телесеріал) та «Мисливиця». Але його прорив стався з серіалом «Рим», який він створив. Після скасування цього серіалу через його високу вартість, Геллер створив «Менталіста». У вересні 2012 року Геллер продав юридичну драму під назвою «Адвокати» компанії CBS, сценарій та виконавчий продюсер якої він написав сам. У 2014 році Геллер створив телесеріал за мотивами персонажа Бетмена Джеймса Гордона на ім'я Ґотем для Fox Broadcasting Company.

## Особисте життя
У 1993 році Геллер одружився з Мірандою Філліпс Коулі. У пари двоє дітей. Міранда Коулі Геллер є авторкою роману «Паперовий палац», що потрапив до списку бестселерів №1 за версією New York Times.